# Método NUT
El Método del Número de Unidades de Transferencia (NUT) se usa en el cálculo de intercambiadores de calor para determinar las temperaturas finales de los fluidos de trabajo cuando se dispone de un intercambiador o se conoce su superficie de intercambio, como sucede cuando se quiere seleccionar, para un determinado uso, un intercambiador  entre varios disponibles o se desea utilizar un intercambiador para un uso diferente de aquel para el que se diseñó.
Se podría utilizar el método de cálculo tradicional
, basado en el balance de energía y las ecuaciones de transmisión de calor, pero si se desconocen las temperaturas de salida de los fluidos, habría que hacerlo iterativamente, presuponiéndolas y comprobando posteriormente el resultado. Si no se consigue la suficiente aproximación habrá que repetir el cálculo.
El método NUT o NTU fue desarrollado por London y Seban (1942) y se basa en la determinación de dos números adimensionales y a partir de ellos mediante una gráfica o un ábaco determinar un tercero con el que podrán calcularse las temperaturas de salida.
Se empieza por calcular la capacidad calorífica {\displaystyle C} de ambos fluidos:
{\displaystyle C_{p}={\dot {m}}_{p}.c_{p}}
{\displaystyle C_{s}={\dot {m}}_{s}.c_{s}}
Donde {\displaystyle {\dot {m}}} es el caudal másico y {\displaystyle c} el calor específico. Los subíndices expresan {\displaystyle p=} primario, {\displaystyle s=} secundario.
El primer número adimensional es el NTU:
{\displaystyle NTU={\frac {k.S}{C_{menor}}}={\frac {\Delta t_{mayor}}{\Delta t_{log}}}}
En la que {\displaystyle k} es el coeficiente global de transmisión del intercambiador,{\displaystyle S} es la superficie de intercambio y {\displaystyle C_{menor}} es la capacidad calorífica menor de los dos fluidos.
El otro número adimensional es el coeficiente de capacidad {\displaystyle c_{r}}:
{\displaystyle c_{r}={\frac {C_{menor}}{C_{mayor}}}={\frac {\Delta t_{menor}}{\Delta t_{mayor}}}}
El {\displaystyle \Delta t} es el salto térmico entre entrada y salida de cada fluido.
Con estos dos valores, se obtiene en el ábaco o en la gráfica correspondiente al tipo de intercambiador, el valor de la efectividad {\displaystyle \epsilon } del intercambiador, que se define como el cociente entre el calor absorbido o entregado por el fluido de capacidad calorífica menor y el máximo calor que podría intercambiarse.
{\displaystyle \epsilon ={\frac {{\text{Calor intercambiado por el fluido de }}C_{menor}}{\text{Calor máximo intercambiable}}}={\frac {\Delta t_{mayor}}{t_{ce}-t_{fe}}}}
en la que {\displaystyle \Delta t_{mayor}} es el salto térmico entre la entrada y la salida, mayor de los dos fluidos, y {\displaystyle t_{ce}} es la temperatura de entrada del fluido caliente y {\displaystyle t_{fe}} es la temperatura de entrada del fluido frío.
Con esto se calcula la temperatura de salida de uno de los dos fluidos y la otra se puede calcular mediante la ecuación que expresa que el calor absorbido por el fluido secundario es igual al calor entregado por el primario.
{\displaystyle {\dot {m}}_{p}.c_{p}.(t_{pe}-t_{ps})={\dot {m}}_{s}.c_{s}.(t_{se}-t_{ss})}
En la que los subíndices: {\displaystyle p=} primario, {\displaystyle \;s=} secundario, {\displaystyle \;pe=} primario de entrada, {\displaystyle \;ps=} primario de salida, {\displaystyle \;se=} secundario de entrada y                     {\displaystyle \;ss=}secundario de salida.